# 山口丸
山口丸（やまぐちまる）は、日本国有鉄道（国鉄）の鉄道連絡船である大島航路に就航していた船舶である。
元々は、山口県が所有していた船舶である。1946年（昭和21年）に大島航路が山口県県営から国鉄に移管された際、譲渡された。
ここでは、姉妹船の第二山口丸についても記述する。

## 概略
大島航路は、大畠から屋代島（周防大島）の小松港を結ぶ航路で、1921年（大正10年）7月28日、周防大島側の要望により、山口県が開設した。
両船は、1937年（昭和12年）8月に竣工した木造船であり、エンジンは焼玉エンジンであった。このころ大島航路は県道の一部の扱いのため、運賃は無料であった。
戦後、需要急増に加え、財政難、燃料の入手が困難などのため、山口県は大島航路の維持が困難になってしまう。山口県は運輸省に要請し、1946年（昭和21年）4月24日、大島航路は国鉄に移管され、鉄道連絡船となる。その際両船も国鉄に譲渡される。
両船は、七浦丸（元宮島航路）とともに大島航路で運航されていたが、老朽化のため、「山口丸」は1948年（昭和23年）に運航を終了し、売却された。「第二山口丸」は七浦丸とともに運航を続けたが、大島航路での自動車航送開始のため、五十鈴丸・玉川丸・五月丸が就航することになり、1953年（昭和28年）に運航を終了し、売却された。

## プロフィール（新造時）
- 総トン数：38.4t
- 全長：16.4m
- 全幅：4.3m
- 乗客：77名